# Chronica (Guillaume de Puylaurens)
La Cronica (in latino classico Chronica), dell'autore tolosano del XIII secolo Guillaume de Puylaurens, è una storia sul catarismo e la crociata albigese.
Il più importante manoscritto della Chronica risale all'inizio del XIV secolo, scritto probabilmente a Tolosa o suoi dintorni e forse apparteneva a una fondazione domenicana di Prouille. Due successivi altri manoscritti saranno la copia di questo. Un quarto è del XVI secolo, ma si rifà a un precedente manoscritto andato perduto. Anche l'edizione del 1623 di Guillaume Catel (vedi la sezione bibliografia) si basava su un precedente manoscritto scomparso.
Il manoscritto più antico fornisce due possibili titoli più lunghi: l'inizio è Incipit chronica a magistro Guillelmo de Podio Laurenti compilata ("qui inizia la cronaca redatta dal maestro Guillaume de Puylaurens"). Il prologo è intitolato Incipit prologus super hystoria negocii a Francis Albiensis vulgariter appellati ("qui inizia il prologo della storia di ciò che i francesi chiamano evento albigese albigense").
La cronaca si apre con la predicazione di Bernardo di Chiaravalle contro gli eretici di Verfeil (Haute-Garonne) nel 1145 e chiude con la restituzione, il 15 marzo del 1275, delle terre confiscate di Ruggero Bernardo III di Foix. La stesura della Chronica venne portata a termine prima del 25 luglio del 1276, giorno della morte di Giacomo I d'Aragona, dato che nell'opera questi viene riportato come ancora vivo.
Nel XIV secolo la Chronica venne usata dallo storico domenicano Bernardo Gui, che ne preleva lunghi brani per il suo Flores chronicorum. Una sintesi anonima di quest'ultimo lavoro venne redatta nel tardo XV secolo con il titolo Praeclara Francorum facinora, che apparve come un racconto popolare in diverse edizioni senza data durante i primi decenni della diffusione della stampa.